# Саут-Стрит-Сипорт
Са́ут-Стрит-Си́по́рт (англ. South Street Seaport; дословно — «морской порт на Саут-стрит») — исторический район и порт на юге нижнего Ист-Сайда в боро Манхэттен, один из самых старинных в Нью-Йорке. Саут-Стрит-Сипорт ограничивается улицами Джон- и Перл-стрит, Бруклинским мостом и проливом Ист-Ривер. Район находится под юрисдикцией 1-го общественного совета Манхэттена.

## История

### Ранние годы
Первые пристани на территории нынешнего района появились ещё в 1625 году, когда Голландская Вест-Индская компания основала в этом месте факторию. С притоком первопоселенцев до пристаней были проведены улицы. Одной из первых и самых оживлённых стала проложенная в 1633 году Куин-стрит (англ. Queen Street), ныне Перл-стрит (англ. Pearl street; дословно — «перламутровая улица», по множеству прибрежных ракушек). На момент прокладки улица выходила непосредственно на пролив Ист-Ривер. Благодаря своему расположению Куин-стрит быстро снискала популярность у торговцев. Из-за интенсивного сброса отходов в Ист-Ривер пролив со временем сужался. Ко второй половине XVII столетия крайней улицей была уже Уотер-стрит, потом Фронт-стрит, а к началу XIX столетия — Саут-стрит.
Порт пользовался доброй славой у капитанов: он был защищён от западных ветров и ото льда реки Гудзон.

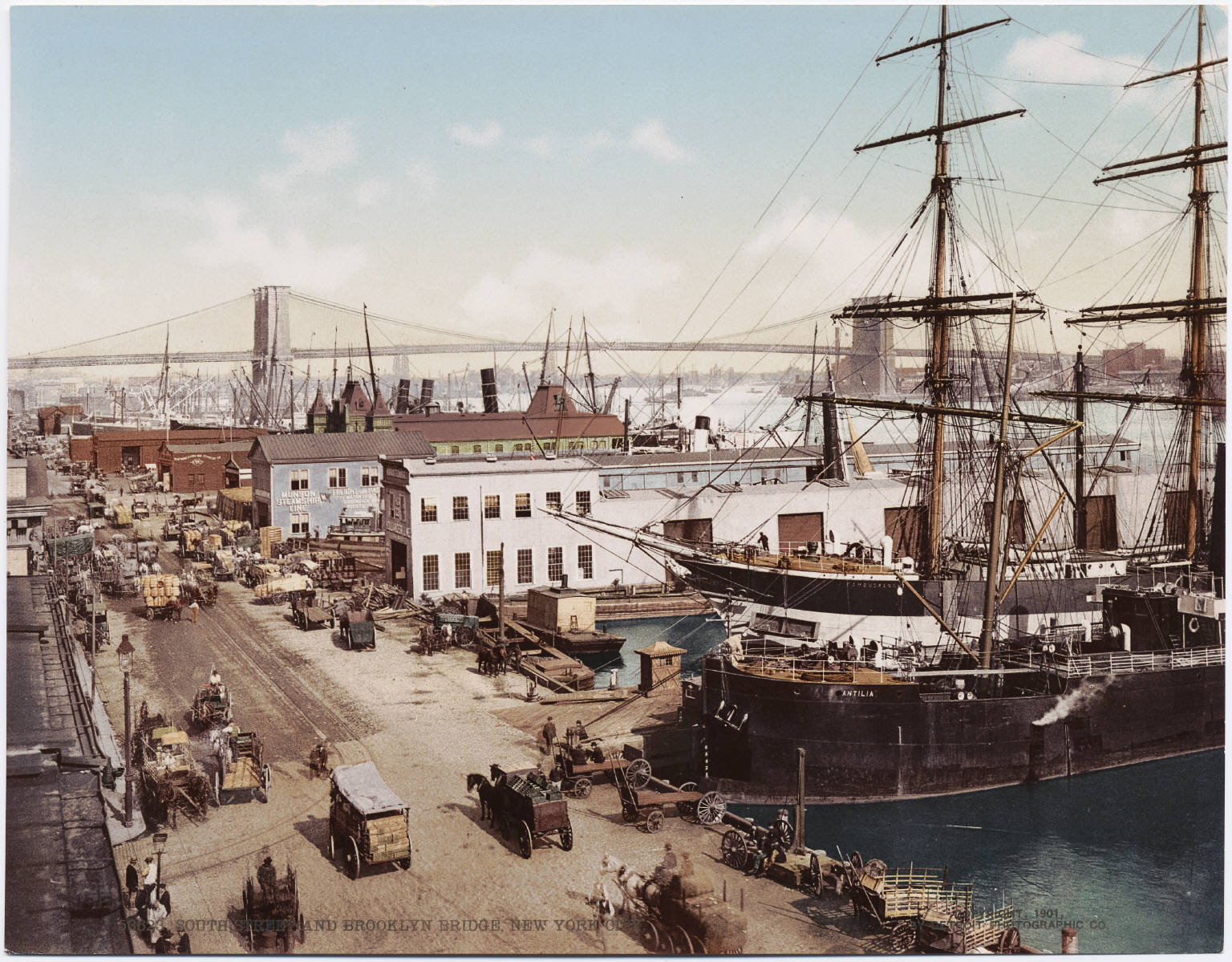
Порт в начале XX века

В 1728 году семейство Шермерхорнов (англ. Schermerhorns) наладило торговое сообщение с Чарлстоном. Оттуда в порт начали поступать рис и индиго. В то время порт также был ключевым местом доставки грузов из Англии. В 1776 году, во время Войны за независимость, британцы заняли порт. Длившаяся 8 лет оккупация серьёзным образом сказалась на портовой торговле. В 1783 году, после окончания оккупации, многие торговцы вернулись в Англию, а большинство основанных ими портовых предприятий потерпело крах.

### Пик развития
22 февраля 1784 года из порта Саут-стрит в Кантон (ныне Гуанчжоу) отправился парусник Empress of China («Императрица Китая»). 15 мая 1785 года он вернулся в Филадельфию, привезя груз зелёного и чёрного чая, фарфор и прочие товары. Выручка от их продажи составила свыше 30 %. Эта операция положила начало торговым отношениям новообразованных США и Империи Цин. Порт быстро вышел из послевоенного кризиса, и в 1797 году Нью-Йорк обошёл Бостон и Филадельфию по объёму морской торговли, удерживая лидерство до середины XIX столетия. С 1815 по 1860 порт даже носил название «Порт Нью-Йорка» (англ. Port of New York).
5 января 1818 года из порта в Ливерпуль отправился 424-тонный пакетбот James Monroe, открыв первый регулярный трансатлантический маршрут, «Black Ball Line». Рейсы по этому маршруту осуществлялись вплоть до 1878 года. Коммерческая успешность трансатлантических перевозок привела к созданию множества компаний-конкурентов, среди которых одной из первых в 1822 году стала Red Star Line. Перевозки значительно поспособствовали становлению Нью-Йорка одним из центров мировой торговли.
Одним из наиболее крупных предприятий на территории порта был Фултонский рыбный рынок, открытый в 1822 году. В 2005 году он был перемещён в район Хантс-Пойнт в Бронксе.
В ноябре 1825 года для прохода судов был открыт канал Эри. По нему с запада США в порт шла сельскохозяйственная, а обратно — бытовая продукция. Эти грузоперевозки также оказали значительное влияние на экономическое развитие города. Вместе с тем, по этой причине, вкупе с началом эры пароходов, назрела необходимость удлинения пирсов и углубления порта.
В ночь с 16 на 17 декабря 1835 года в городе произошёл крупный пожар, уничтоживший 17 кварталов. Множество зданий выгорело и в самом порту. Тем не менее, к 1840-м годам порт восстановился, а к 1850-м годам и вовсе достиг пика своего расцвета:

Слева в отдалении на набережной от Кунтис-Слип до Катарин-стрит виднелись неисчислимые мачты множества калифорнийских клиперов и лондонских и ливерпульских пакетботов, бушприты которых простирались через Саут-стрит, почти достигая её противоположного края.
Оригинальный текст (англ.)Looking east, was seen in the distance on the long river front from Coenties Slip to Catharine Street, innumerable masts of the many Californian clippers and London and Liverpool packets, with their long bowsprits extending way over South Street, reaching nearly to the opposite side.

### Закат

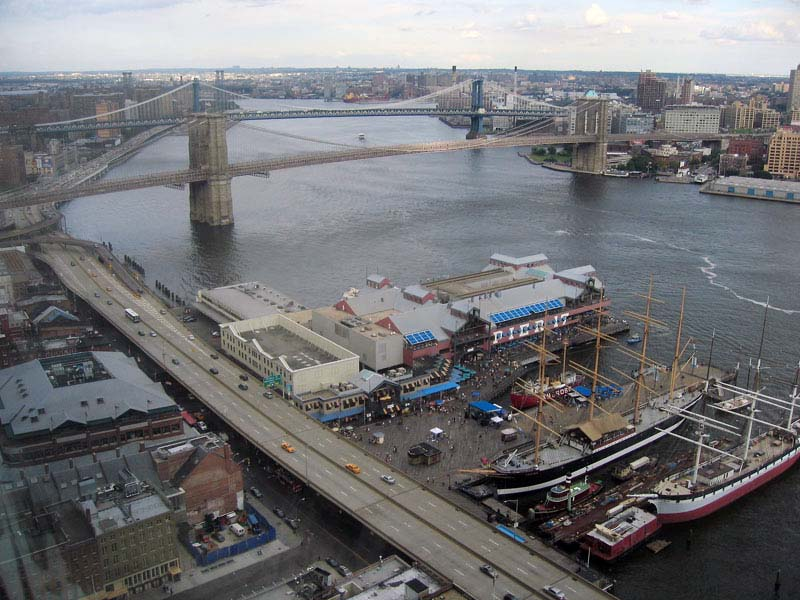
Порт в августе 2006 года

Порт жил бурной жизнью: в нём было множество торговых предприятий, заведений шипчандлеров, мастерских парусных мастеров и резчиков гальюнных фигур, пансионов, салунов и борделей. Вульгарные нравы района по мере своих сил пытались обуздать евангелики. Однако уже к 1880-м годам ресурсы порта начали исчерпываться: места для развития портовых предприятий оставалось всё меньше, а глубины порта уже не хватало для пароходов того времени. В 1930-х годах большая часть пирсов уже не функционировала, и грузовые корабли заходили в основном в порты Вест-Сайда и Хобокена.

### Историко-туристический комплекс
В 1966 году инициативная группа граждан собрала в порту исторические корабли и добилась присвоения зданиям района статусов исторических достопримечательностей. Через год был открыт музей Саут-Стрит-Сипорт. Он расположен по адресу Фултон-стрит, 12. В музее представлены модели кораблей, картины и прочие экспонаты, посвящённые морской истории Нью-Йорка.
Через четыре года застройка Шермерхорн-Роу-Блок 1811 года на Фултон-стрит получила статус исторического района и была включена в Национальный реестр исторических мест США. Ныне она является частью музея. Ещё спустя пять лет, в 1976 году, ко входу в Саут-Стрит-Сипорт был перенесён мемориал, построенный в 1913 году в виде маяка в честь погибших на «Титанике». В декабре 1978 года в реестр был внесён уже весь портовый район. В 1980-х годах порт был преобразован в туристическую достопримечательность. В рамках обновления были отреставрированы исторические здания и построены современные торговые центры. В 1985 году на месте стапеля, использовавшегося местным рыбным рынком, был построен трёхэтажный торговый комплекс Пирс-17 (англ. Pier 17). К 1990-м годам коллекция флота исторических кораблей в порту Саут-стрит стала одной из крупнейших в мире.
Порт подвергся серьёзным разрушениям в ходе урагана Сэнди. Осенью 2013 года был снесён Пирс-17. Вместо него компания The Howard Hughes Corporation возвела новый комплекс. Также компания планирует возвести в порту 50-этажный отель и жилое здание.

## Экономика и культура
В порту имеется свыше ста магазинов, кафе и ресторанов, предлагающих разнообразные кухни, в том числе азиатскую. Среди заметных предприятий общественного питания: Pacific Grill, Harry's и пивная Heartland Brewery, предлагающая домашнее пиво. В районе расположена одна из самых старых непрерывно действующих таверн города: Bridge Cafe. Она была открыта в 1794 году.
Среди отелей, расположенных в районе, есть как фешенебельные, такие как Club Quarters Downtown, так и среднего уровня, например, Seaport Inn, Eurostars Wall Street Hotel и Hampton Inn.
С 2002 года в районе летом проводится ежегодный открытый фестиваль инди-рок-музыки Seaport Music Festival.

## Приписанные корабли
К порту приписано 6 кораблей, большая часть из которых имеет статус исторической достопримечательности.
| Название         | Год спуска на воду | Тип                  | Описание | Изображение | Примечания                                       |
| ---------------- | ------------------ | -------------------- | --- | ----------- | ------------------------------------------------ |
| LV-87            | 1908               | Плавучий маяк        | Маяк длиной 41 м и шириной 9 м построен в городе Камден в соседнем штате Нью-Джерси. Он был установлен в акватории канала Эмброуз и стал третьим судном, занявшим это место с 1854 года. Поначалу маяк управлялся гражданскими, однако впоследствии перешёл под контроль береговой охраны США. В 1932 году судно было заменено новым: LV111. Спустя 32 года на месте маяка была установлена стационарная двухуровневая платформа. LV-87 было приписано к порту в 1968 году, а в 1989 году — наделено статусом Национального исторического памятника США. |             | [ 36 ] [ 37 ] [ 38 ] [ 39 ] [ 40 ] [ 41 ] [ 42 ] |
| Lettie G. Howard | 1893               | Шхуна                | Lettie G. Howard — рыбацкая шхуна, спущенная на воду в Эссексе в штате Массачусетс. Длина судна составляет 23 м, ширина — 6,5 м. Шхуна использовалась для рыбного промысла в основном у побережья Юкатана. В 1989 году она была наделена статусом Национального исторического памятника США. |             | [ 43 ] [ 44 ] [ 45 ] [ 46 ]                      |
| Peking           | 1911               | Четырёхмачтовый барк | Судно было заложено в Германии. Из Европы до западного берега Южной Америки оно перевозило нитраты, а обратно везло гуано для производства удобрений и взрывчатки. В 1975 году его приобрёл музей Саут-Стрит-Сипорт. В 2016 году покинуло музей, в 2017 вернулось в Германию. |             | [ 37 ] [ 39 ] [ 47 ] [ 48 ]                      |
| Pioneer          | 1885               | Шхуна                | Судно было спущено на воду в боро Маркус-Хук в Пенсильвании. Изначально оно было вооружено как шлюп, однако в 1895 году было переделано в шхуну. Длина судна составляет 31 м. Его корпус выполнен из кованого железа. Судно использовалось для перевозки различных грузов: песка, древесины, камней, кирпичей и устричных раковин. Ныне на нём проводятся образовательные экскурсии по бухте Нью-Йорка. |             | [ 49 ] [ 50 ]                                    |
| W. O. Decker     | 1930               | Буксир               | 16-метровый паровой буксир, построенный в районе Куинса Лонг-Айленд-Сити, сперва назывался Russell I. Впоследствии двигатель на нём был заменён на дизельный. В 1986 году судно было передано музею Саут-Стрит-Сипорт. В 1996 году оно было занесено в Национальный реестр исторических мест США. |             | [ 51 ] [ 52 ] [ 53 ]                             |
| Wavertree        | 1885               | Грузовое судно       | Судно было спущено на воду в Саутгемптоне. Корпус длиной 89 м выполнен из кованого железа. Поначалу оно использовалось для перевозки джута из восточной Индии в Шотландию, затем — в трамповых рейсах. В 1947 году оно было переделано в песчаную баржу, а в 1968 году — приобретено музеем Саут-Стрит-Сипорт. В 1978 году судно было внесено в Национальный реестр исторических мест США. |             | [ 54 ] [ 55 ] [ 56 ] [ 57 ]                      |

Легенда
 Национальный исторический памятник США и объект Национального реестра исторических мест США
 Национальный исторический памятник США

## Общественный транспорт
По состоянию на январь 2013 года район обслуживался автобусным маршрутом M15 и паромом NY Waterway. Ближайшей к Саут-Стрит-Сипорт станцией Нью-Йоркского метрополитена является Фултон-стрит.
От порта до острова Либерти, на котором расположена Статуя Свободы, ходит водное такси.